# Bavella
Bavella (Jehly Bavelly) je název horského hřebenu dominujícímu pohoří stejného jména (Sedlo Col de Bavella je ve výši 1218 m) mezi západní (region Sartène) a východní částí Korsiky.
Charakteristické pro tuto oblast jsou zubaté štíty, velké skalní stěny a borovice ohnuté větrem.
Nejvyšší vrcholky Bavelly Fornello a Punta Muvrareccia dosahují výšky 1899 m.
Sedlem a pod jehlami prochází turistická trasa GR 20.

## Zajímavosti
- V sedle, pár metrů od silnice, stojí na vrcholu hromady kamení socha Panny Marie Sněžné (Notre-Dame-des-Neiges).
- Potok Purcaraccia známý svými vodopády a přírodnímy bazény.
- U Tavonu di U Cumpuleddu („díra jako po bombě“ jedná se o působení eroze)

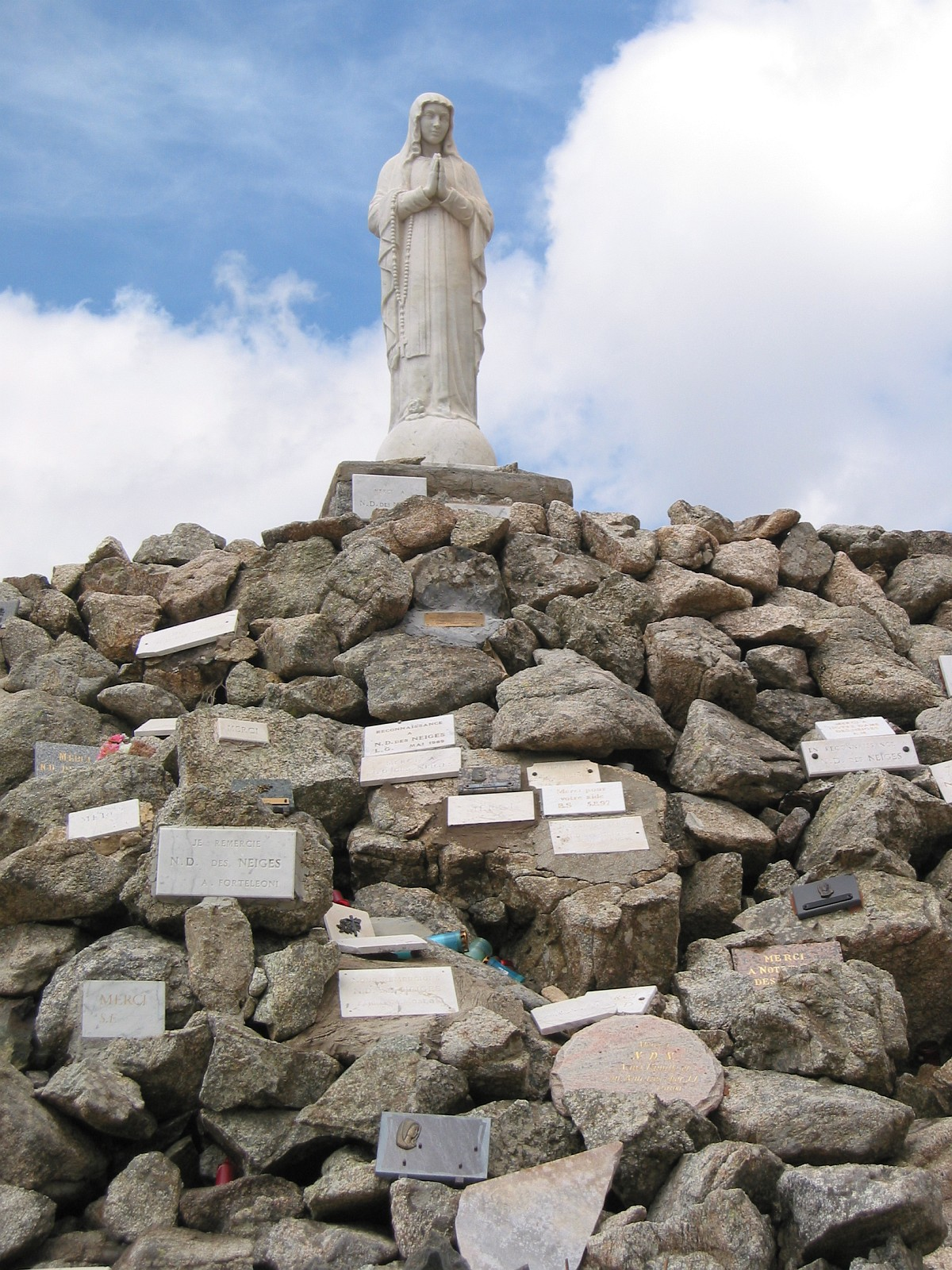
Socha Panny Marie Sněžné
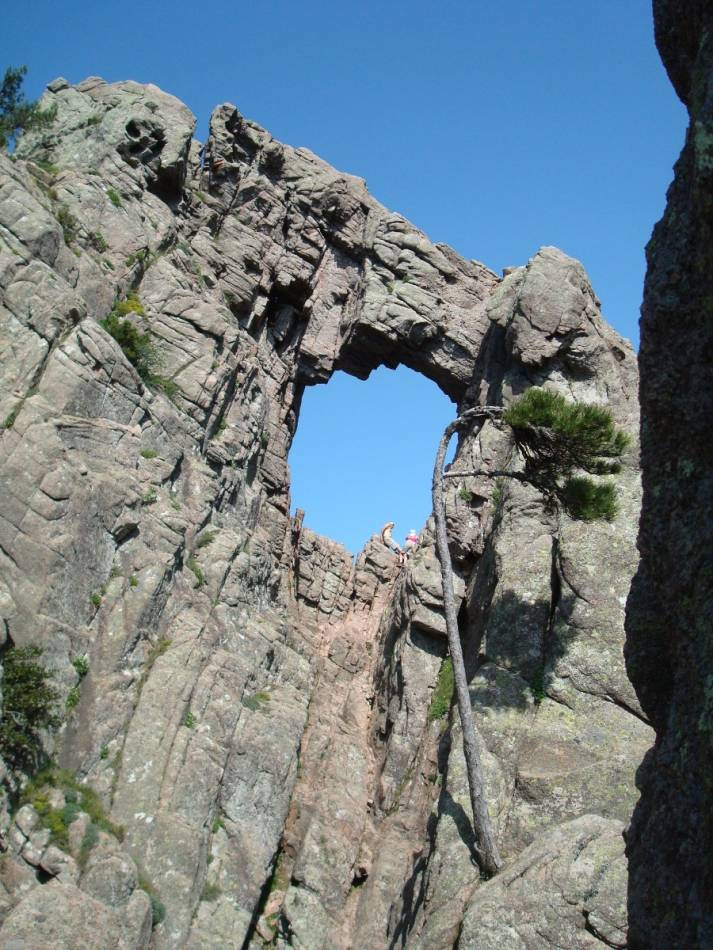
Díra jako po bombě, 1483 m